# Promenade Marcel-Carné
La promenade Marcel-Carné est une voie située entre les quartiers des Grandes-Carrières et de Saint-Georges, respectivement situés aux 9e et 18e arrondissements de Paris, en France.

## Situation et accès
Cette promenade est située sur le terre-plein central du boulevard de Clichy entre la place de Clichy et le passage de Clichy.

## Origine du nom

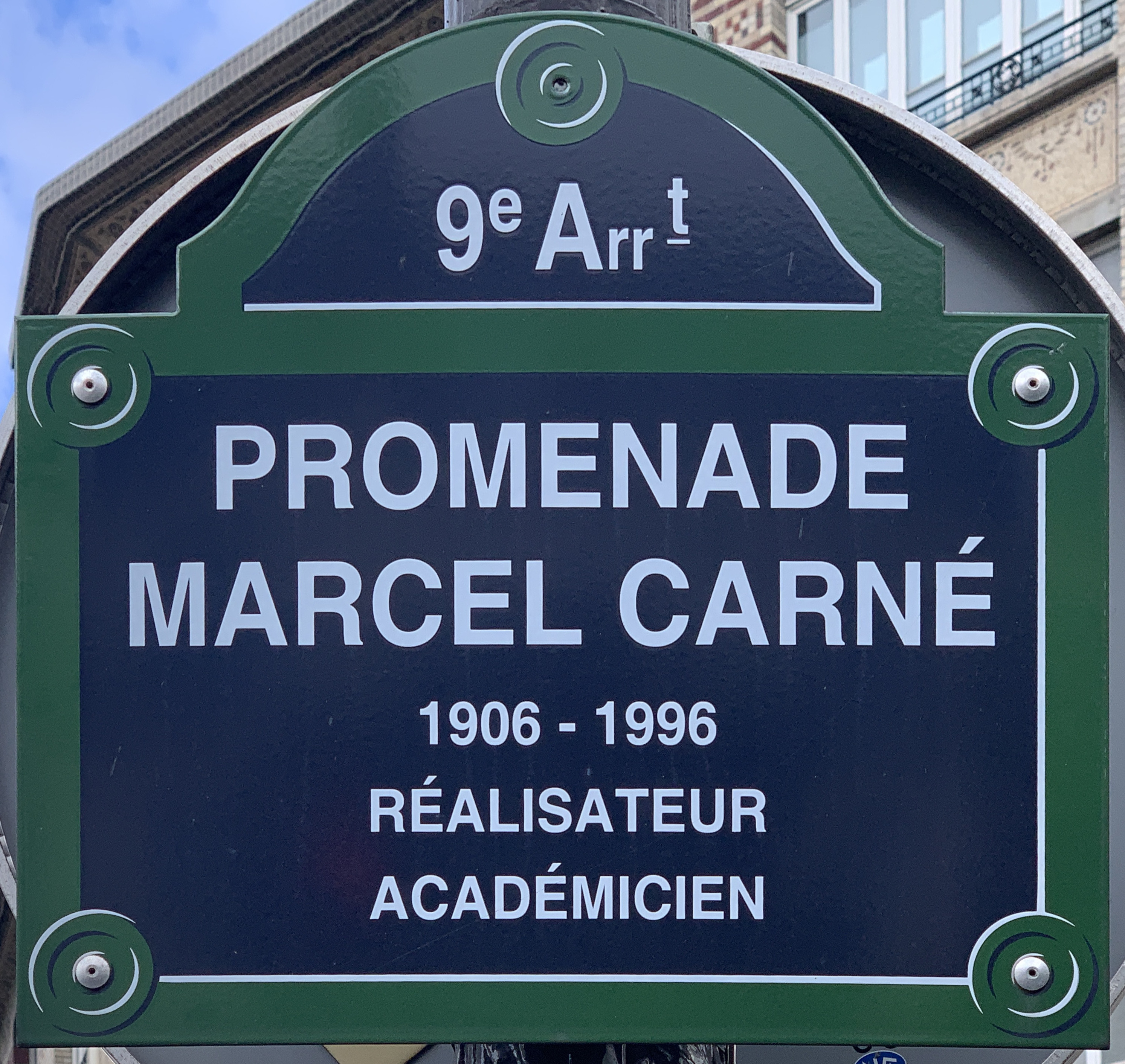
Plaque de la voie.

Elle porte le nom du réalisateur et académicien Marcel Carné (1906-1996), enterré dans le cimetière Saint-Vincent de Montmartre, qui a mis en scène le 18e arrondissement de Paris, comme la station de métro Barbès-Rochechouart ou la Croix de l'Évangile dans son film Les Portes de la nuit.

## Historique
Elle est créée par délibération municipale du 18 décembre 2013, et inaugurée le 5 février 2014.